# Шарл-Луи Дидло
Шарл-Луи Дидло (на френски: Charles-Louis Didelot), известен и като Карл-Людовик Дидло, е френски танцьор, хореограф и създател на балетните палци. Учи балет при баща си – Шарл Дидло, майстор по танци в Шведския двор и Шведската опера. Танцовият му дебют е през 1786 г. в Стокхолм.
По-късно учи в Париж при Жан Добервал и Жан-Жорж Новер, под чието ръководство дебютира в Лондон през 1788 г.
През 1796 г. получава огромно признание за своята хореография във „Флора и Зефир“ – постановка, в която танцьорите са прикачени чрез жици за сложни механизми, за да се създаде илюзията за полет и безтегловност. Премиерата на балета е в Лондон, а главните роли се изпълняват от Дидло и съпругата му Роза. Именно с помощта на „летящи машини“ на Дидло, балерина застава на върха на палците за пръв път. Това постижение е на Женевиев Гослен през 1815 г. в Парижката опера.
Когато Руският имперски балет решава да назначи нов главен хореограф, бившият императорски хореограф Шарл Льо Пик предлага да поканят Дидло. Дидло пристига в Санкт Петербург през 1801 г. и дебютира като първи танцьор. Приключва кариерата си на танцьор през 1806 г., след травма на крака и смъртта на съпругата му Роза, блестяща балерина. След това се отдава на преподавателска дейност и оказва силно влияние върху развитието на балетното изкуство. Благодарение на Дидло руският балет извоюва световното си значение. За Имперските театри Дидло поставя над 40 пълни балета и безброй танци и фрагменти в други сценични постановки.
Дидло е уволнен от поста си на главен хореограф след глупава кавга с директора на театъра (принц Сергей Гагарин). Мястото му е заето от французина Алексис-Сципион Блаш.

## Творчество
Някои от по-известните постановки на Дидло са:
- 1786 – Па дьо дьо (Pas de deux), Стокхолм
- 1788 – Ричард Лъвското сърце, (Richard Cœur-de-Lion) Лондон
- 1789 – Отплаване за Китира (L'Embarquement pour Cythère), Лондон
- 1796 – Любовни отмъщение (L'Amour vengé), Лондон
- 1797 – Ацис и Галатея (Acis et Galatée), Лондон
- 1802 – Аполон и Дафне (Apollon et Daphné), Санкт-Петербург
- 1807 – Медея и Язон (Médée et Jason), Санкт-Петербург
- 1808 – Дон Кихот (Don Quichotte), Санкт-Петербург
- 1809 – Психея и Амур (Psyché et l'Amour), Санкт-Петербург
- 1812 – Кралицата на Голконда (La Reine de Golconde), Лондон
- 1813 – Лятна вечер (Un soir d'été), Лондон
- 1814 – Алжирски пазар (Le Bazar d'Alger), Лондон
- 1815 – Флора и Зефир (Flore et Zéphire), Париж
- 1817 – Аполон и музите (Apollon et les Muses), Санкт-Петербург
- 1818 – Багдатският халиф (Le Calife de Badgad), Санкт-Петербург
- 1821 – Алцеста (Alceste), Санкт-Петербург
- 1821 – Завръщане в Индия (Le Retour des Indes), Санкт-Петербург
- 1823 – Кавказки пленник (Le Prisonnier du Caucase), Санкт-Петербург
- 1824 – Пепеляшка (Cendrillon) постановка на Луи Дюпорт (Виена, 1813), Санкт-Петербург
- 1824 – Руслан и Людмила, муз. Фридрих Шолц, по Адам Глушковски, Санкт-Петербург
- 1825 – Федра и Иполит (Phèdre et Hippolyte), Санкт-Петербург
- 1827 – Селски празник (La Fête villageoise), Санкт-Петербург